# César Zabala
Pour les articles homonymes, voir Zabala.
César Zabala Fernández (né le 3 juin 1961 à Luque au Paraguay et mort le 31 janvier 2020 dans la même ville) est un joueur de football international paraguayen, qui évoluait au poste de défenseur.

## Biographie

### Carrière en sélection
Avec l'équipe du Paraguay, César Zabala joue 47 matchs (pour 2 buts inscrits) entre 1985 et 1991. 
Il figure dans le groupe des sélectionnés lors de la Coupe du monde de 1986. Lors du mondial organisé au Mexique, il joue 4 matchs : contre l'Irak, le pays organisateur, et la Belgique lors des phases de poules, et enfin contre l'Angleterre lors des huitièmes de finale.
Il participe également aux Copa América de 1987, de 1989 et de 1991. Il se classe quatrième de la compétition en 1989.

## Palmarès

### Cerro Porteño
- Championnat du Paraguay (1) :
  - Champion : 1987.